# Marie-Josée Simard
Marie-Josée Simard (* 29. November 1956 in La Baie/Québec) ist eine kanadische Perkussionistin und Musikpädagogin.

## Leben
Simard entstammt einer Musikerfamilie und spielte schon als Kind Vibraphon im Orchester ihrer Eltern. Sie studierte von 1974 bis 1976 am Konservatorium von Québec und von 1976 bis 1979 am Konservatorium von Montreal und war die erste kanadische Frau, die einen Abschluss und einen Ersten Preis im Fach Perkussion erhielt. Daneben studierte sie am Orford Art Center bei Michael Skinner und James Blades und in New York bei dem Marimbaspezialisten Leigh Howard Stevens. 1979 gewann sie den Search for Stars Contest des du Maurier Council for the Performing Arts.
1984 trat Simard als Gastsolistin mit dem Toronto Symphony Orchestra vor der Königin Elisabeth II. und Prinz Charles auf. Als Solistin gab sie auch Konzerte mit dem Montreal Symphony Orchestra, dem Orchestre des jeunes du Québec, dem Kingston Symphony Orchestra, dem Edmonton Symphony Orchestra, dem Vancouver Symphony Orchestra und dem Kitchener-Waterloo Symphony Orchestra auf und unternahm Konzertreisen durch Kanada, die USA, Mexiko, Südamerika, China, Südkorea und Europa. Beim Festival von Posen spielte sie 1989 die Uraufführung von Joanna Bruzdowiczs Four Seasons Greetings. 1992 repräsentierte sie Kanada bei einem Benefizkonzert der Metropolitan Opera. Von 1991 bis 1996 war sie die Perkussionistin des Ensembles für neue Musik Bradyworks und gab mit dem Gitarristen und Komponisten Tim Brady mehr als vierzig Konzerte in Kanada.
Als Interpretin zeitgenössischer Musik spielte Simard mehr als zwanzig Uraufführungen für sie komponierter Werke, darunter Maya Badians Konzert für Marimba und Vibraphon (1989), Rachel Laurins Concerto for Marimba and Vibraphone (1993), François Dompierres Xylo fun, Pierre-Max Dubois’ Simard-Suite (1986), Denis Gougeons Dialogues für Marimba und Orchester, Michel Longtins Venu de l'est: hiver '44 und Clermont Pépins Concerto for Marimba and Orchestra . 2000 trat sie mit der Flötistin Susan Hoeppner auf, und 2001 spielte sie Petr Ebens Landscapes of Patmos mit dem Organisten Jean-Pierre Lecaudey.
Als Solistin spielte Simard 3 Jazettes concertantes für Vibraphon und Marimba 2010 mit dem Symphony Orchestra of Trois-Rivières unter Jacques Lacombe und 2012 mit dem Orchestre Métropolitain unter Mélanie Léonard. In dieser Zeit bildete Simard mit den Pianisten François Bourassa und Yves Léveillé (gleichnamiges Album 2015) das am Jazz orientierte Trio En trois couleurs. Dieses eröffnete 2013 das Festival Jazz en Rafale, hielt sich 2015 als Preisträger des Council of Arts and Letters of Québec drei Monate in Japan auf und unternahm im Folgejahr eine Chinatournee mit siebzehn Konzerten. 
Simard unterrichtete zunächst an der Domaine Forget Music and Dance Academy und ab 1992 am Konservatorium von Montreal. Als Jurorin wirkte sie an Wettbewerben des Canada Council, des Conseil des arts du Québec und des Conseil québécois de la musique mit. Von 1989 bis 1994 war sie Mitglied im Vorstand des Ensemble contemporain de Montréal.